# Университет Брандмана

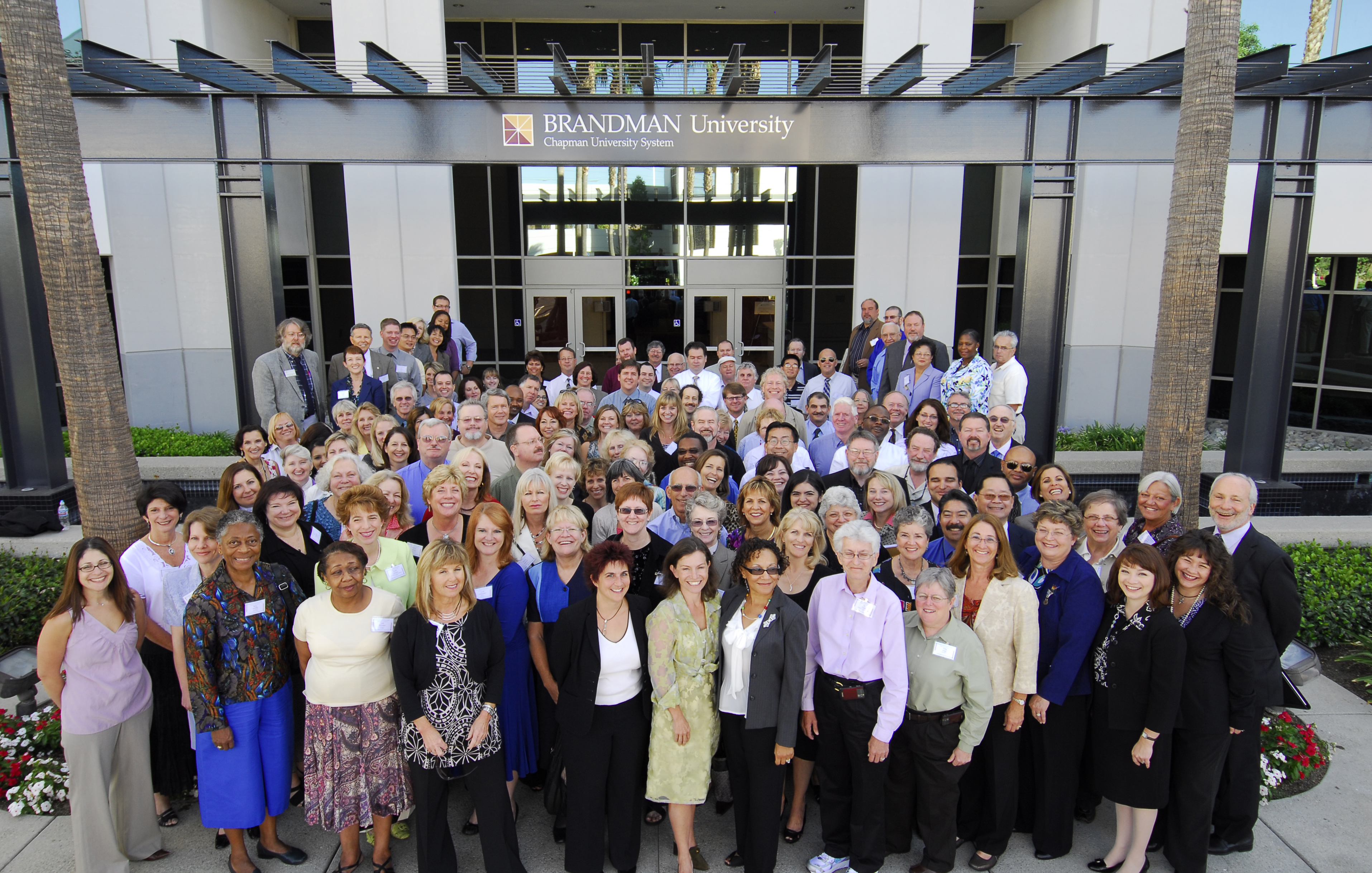
Преподаватели и сотрудники Брандмана, Ирвин, Калифорния

Университет Брандмана — частный университет с более чем 25 кампусами в Калифорнии и Вашингтоне и виртуальным онлайн-кампусом. Университет предлагает более 50 программ на получение степени, сертификата, аттестата, а также профессиональное образование для работающих взрослых.
Университет Брандмана — это отдельный, полностью аккредитованный университет в системе Чепменского университета. Ректором Университета Брандмана является Гэри Брам.

## История

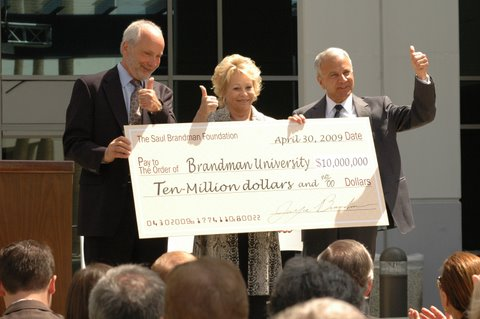
Мэр г. Ирвин Ларри Агран, канцлер Брам, Джойс Брандман и бывший президент Университета Чепмена Джим Доти.

Был основан в 1958 году Университетом Чепмена в Ориндж, Калифорния. Ранее называвшийся университетским колледжем Чепмена, Брандман изначально предназначался для обучения на бывшей авиабазе морской пехоты Эль-Торо в Ирвине, Калифорния. В 2009 году он был переименован в Университет Брандмана после получения крупного пожертвования Фонда Джойс и Сола Брандман.

## Связи с военными
Брандман является «школой, дружественной к военным» согласно журналу GI Jobs Magazine и Military.com а также Школой Жёлтой Ленты (символ армии). Университет Брандмана предлагает скидки на обучение для действующих военных, их супругов и иждивенцев. У Брэндмана есть кампусы на военных базах на военно-морской базе Китсап Бангор, военно-морской авиабазе Лемур, объединенной базе Льюис-Маккорд, военно-воздушной базе Трэвис, и Образовательном центре военно-морского городка на базе военно-морской авиации Уидби-Айленд.

## Академики
Университет предлагает программы на получение степени в пяти школах (факультетах): Школа медсестёр и медицинских профессий Мэрибелл и С. Пола Муско; Школа образования; Школа бизнеса и профессиональных исследований; Школа искусств и наук; и Школа дополнительного образования.
Брэндман использует модель учебной программы, известную как iDEAL (учебный дизайн для вовлеченного обучения взрослых). Согласно исследованию Lumina Foundation, iDEAL обеспечивает как гибкость, так и предпочтительную для взрослых учащихся методологию обучения. iDEAL сочетает традиционное обучение в классе с электронным обучением. Курсы доступны как гибридные (объединенные в очном и онлайн-формате), полностью онлайн или на основе компетенций через систему Brandman MyPath.
Университет регионально аккредитован Западной ассоциацией школ и колледжей (WASC) и является членом Совета по взрослому и экспериментальному обучению (CAEL). Кроме того, Школа медсестёр и медицинских профессий соответствует стандартам Американской ассоциации колледжей медсестёр (AACN) и аккредитована Западной ассоциацией школ и колледжей (WASC). Программы подготовки учителей, предлагаемые Школой образования, аккредитованы Калифорнийской комиссией по аттестации учителей (CCTC) и Национальным советом по аккредитации педагогического образования (NCATE). Программа бакалавриата по социальной работе аккредитована Советом по образованию в области социальной работы (CSWE).